# Communauté de communes de l'Estuaire de la Dives
La communauté de communes de l'Estuaire de la Dives  (ou « CCED ») est une ancienne communauté de communes française, située dans le département du Calvados et la région Normandie.

## Historique
La communauté de communes est créée le 15 novembre 2002. Le 1er janvier 2017, elle fusionne avec communauté de communes Campagne et Baie de l'Orne et la communauté de communes du Pays d'Auge dozuléen pour former la communauté de communes Normandie-Cabourg-Pays d'Auge,.

## Composition
Elle était composée des six communes suivantes :
1. Auberville
2. Cabourg
3. Dives-sur-Mer
4. Gonneville-sur-Mer
5. Houlgate
6. Varaville

## Compétences
- Aménagement de l'espace
  - Aménagement rural (à titre facultatif)
  - Création et réalisation de zone d'aménagement concerté (ZAC) (à titre obligatoire)
  - Délivrance des autorisations d'occupation du sol (Permis de construire...) (à titre facultatif)
  - Schéma de cohérence territoriale (SCOT) (à titre obligatoire)
  - Schéma de secteur (à titre obligatoire)
- Développement et aménagement économique
  - Création, aménagement, entretien et gestion de zones d'activité industrielle, commerciale, tertiaire, artisanale ou touristique (à titre obligatoire)
  - Création, aménagement, entretien et gestion de zone d'activités portuaire ou aéroportuaire (à titre obligatoire)
  - Tourisme (à titre obligatoire)
- Développement et aménagement social et culturel - La construction, l’entretien et le fonctionnement d’équipements culturels et sportifs (à titre facultatif)
- Environnement
  - Assainissement collectif (à titre facultatif)
  - Collecte et traitement des déchets des ménages et déchets assimilés (à titre optionnel)
  - Protection et mise en valeur de l'environnement (à titre optionnel)
- Logement et habitat
  - Politique du logement social (à titre optionnel)
  - Programme local de l'habitat (à titre facultatif)
- Sanitaires et social - Action sociale (à titre facultatif)

## Administration
| Période       | Période       | Identité      | Étiquette | Qualité                                                            |
| ------------- | ------------- | ------------- | --------- | ------------------------------------------------------------------ |
| décembre 2002 | avril 2008    | Jacques Porcq |           | Maire de Cabourg                                                   |
| avril 2008    | avril 2014    | Olivier Colin |           | Conseiller municipal d'Houlgate, vice-président du conseil général |
| avril 2014    | décembre 2016 | Bernard Hoyé  |           | Maire de Gonneville-sur-Mer                                        |

## Logos (2002-2016)

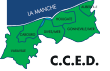
Logo de 2002 à 2014.
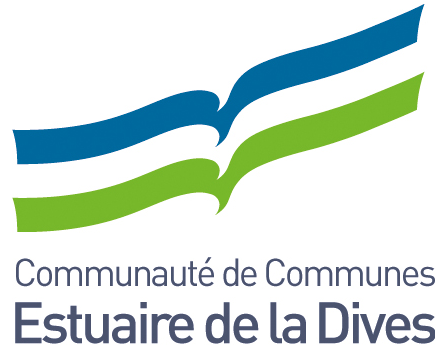
Logo de 2014-2016.